# Santiago (Galapágy)
Santiago (sanˈtjaɣo) je ostrov, nacházející se v ekvádorském souostroví Galapágy. Plocha ostrova je 585 km², nejvyšší bod má 920 m. Celý ostrov zabírá štítová sopka, s centrem na severozápadě. Svahy vulkánu pokrývají četné lávové proudy a pyroklastické struskové kužely, pocházející z období holocénu. V současnosti sopka není aktivní, poslední erupce se odehrála roku 1906.
Ostrov Santiago se znám také pod názvy San Salvador (podle San Salvadoru v Bahamách, prvním ostrově objeveném Kryštofem Kolumbem) nebo Jamesův ostrov. Santiago je tvořen dvěma překrývajícími se vulkány. Nejvyšší bod ostrova se nachází na severozápadní štítové sopce, naopak jihozápadní vulkán soptil podél lineérní trhliny, takže je mnohem nižší. Nejstarší lávové proudy na ostrově jsou datovány do doby před 750 tisíci lety. V zálivu Sullivan Bay se nachází recentní lávový proud typu pāhoehoe z roku 1897.
Na ostrově a v jeho okolí žijí leguáni mořští, lachtani, tuleni, želvy, plameňáci, delfíni a žraloci. Vyskytuje se zde také značné množství koz a prasat – oba druhy byly dovezeny lidmi a způsobují ohrožení pro endemické druhy. K vidění jsou zde obvykle i Darwinovy pěnkavy, káňata galapážská a kolonie tuleňů.
Na východním pobřeží Santiaga se nachází skála Cousin's Rock, známé místo pro potápění.
Jihovýchodně od Santiaga se nachází malý ostrůvek Sombrero Chino (tj. Číňanův klobouk), 52 metrů vysoký a 0,22 km² velký vulkanický kužel, pojmenovaný podle své podobnosti s kuželovým asijským kloboukem.